# Joe (énekes)
Joseph Lewis Thomas, művésznevén Joe, (Columbus, Georgia, 1973. július 5. –) amerikai R&B énekes. Zenei hatásai: Marvin Gaye és Stevie Wonder.
Joe  különböző művészekkel működött együtt zenei projektekben. Az egyik legfontosabb ilyen dal Mariah Carey Thank God I Found You című száma, és a Wanna Get to Know You dal a G-Unit hiphopegyüttessel.
1997-es All That I Am című lemeze platina, 2000-es My Name Is Joe című albuma pedig háromszoros platina lett az Egyesült Államokban.

## Diszkográfia
- Everything (1993)
- All That I Am (1997)
- My Name Is Joe (2000)
- Better Days (2001)
- And Then... (2003)
- Ain't Nothin' Like Me (2007)
- Joe Thomas, New Man (2008)
- Signature (2009)

## Külső hivatkozások
- Joe az Internet Movie Database oldalon (angolul)